# دار القرآن (صفاقس)

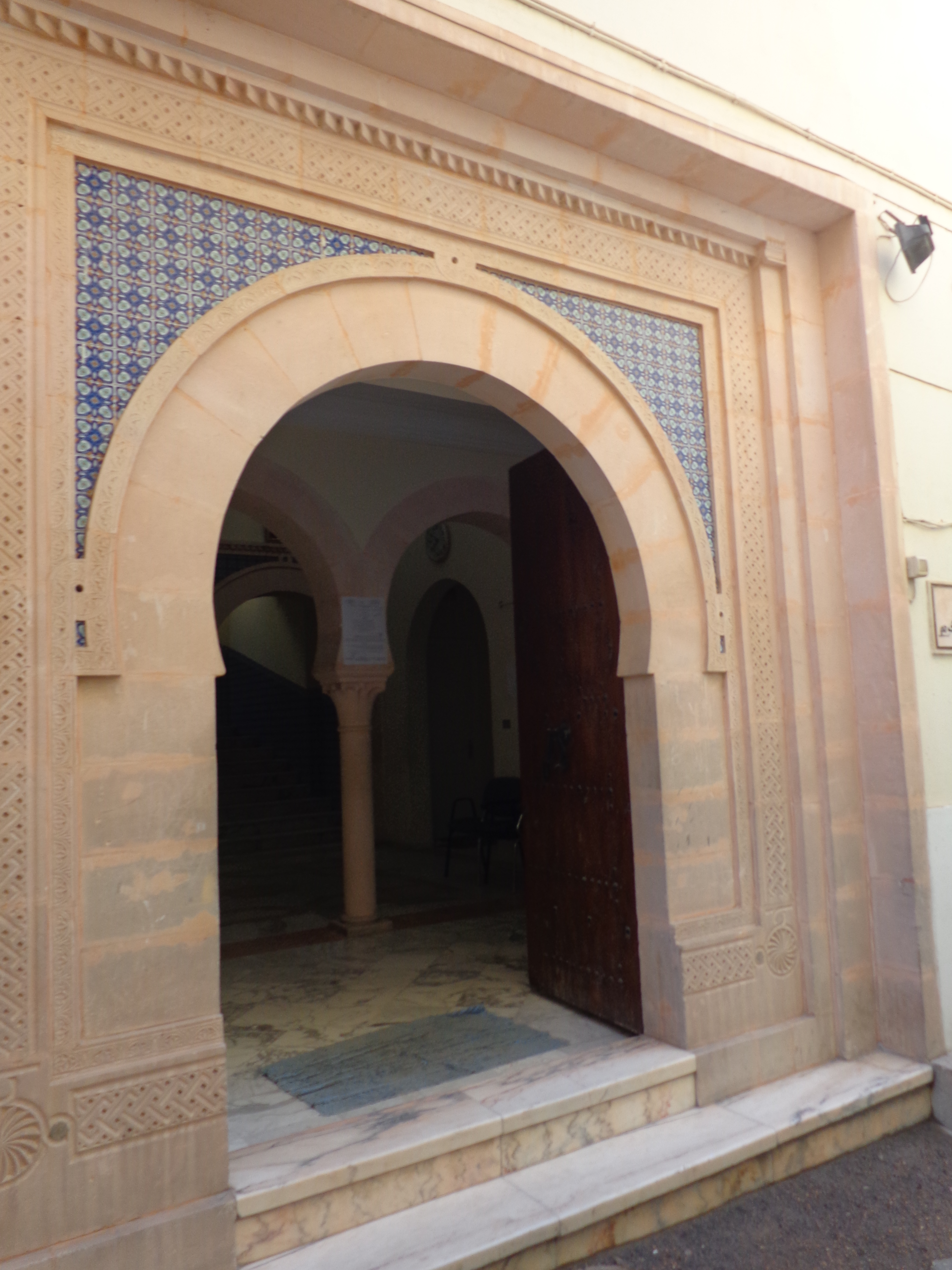
مدخل دار القرآن

دار القرآن واحدة من أهم المعالم بالمدينة العتيقة بصفاقس. هي الآن مقر جمعية المحافظة على القرآن الكريم و الأخلاق الفاظلة بالمدينة.

## تاريخها
كان هذا البناء بالأصل جزءا من المنزل الخاص لإبراهيم الخراط (1738-1836), أحد شعراء و علماء صفاقس, الذي حبسه هذا الأخير بهدف إنشاء زاوية لتحفيظ القرآن الكريم.
شهدت أضرارا كبيرة شجعت الحاج خليفة بن أحمد الفرجاني الطياري على ترميمها خلال فترة الحماية الفرنسية. إلا أن دور هذا القارئ لم يقتصر على إصلاح البناء و إنما أدرج تدريس بعض العلوم العصرية إلى جانب تحفيظ القرآن.

سقف بهو دار القرآن

سنة 1998 شهدت دار القرآن عملية ترميم ثانية من قبل وزارة الشؤون الدينية التونسية. فتحت أبوابها سنة 2000.